# Геологічні структури родовищ корисних копалин
Геологі́чні структу́ри родо́вищ ко́рисних копа́лин (рос.геологические структуры месторождений полезных ископаемых, англ. geological structures of mineral deposits, нім. geologische Strukturen f pl der Mineralienvorkommen) — просторове співвідношення гірських порід, що складають ділянки родовищ корисних копалин, зумовлене тектонічними деформаціями.
Геологічні структури визначають місця концентрації мінеральних речовин у надрах Землі, морфологію й умови залягання тіл корисних копалин, впливають на вибір методів геологічної розвідки та раціональних систем розробки. Геологічні структури утворюються при деформаціях вигину, розриву, загальної тріщинуватості, прориву одних порід іншими.

## Класифікація
Відповідно до цього розрізнюють 5 головних типів геологічних структур:
- 1) тіла корисних копалин, що згідно залягають у складках шаруватих порід;
- 2) поодинокі жили, приурочені до скидів;
- 3) системи жил у тріщинах гірських порід — жильні поля;
- 4) поклади на межі масивних кристалічних порід, що проривають шаруваті породи;
- 5) поклади в жерлах згаслих вулканів.

За часом утворення виділяють тектонічні елементи геологічні структури, що виникли до утворення покладів корисних копалин (домінералізаційні геологічні структури), під час їх утворення (інтрамінералізаційні геологічні структури) і після формування покладів (постмінералізаційні геологічні структури).
За масштабами розрізняють геологічні структури басейнів, районів, родовищ і окремих тіл корисних копалин.